# Carphoides setigera
Carphoides setigera là một loài bướm đêm trong họ Geometridae.